# 汾陽專區
汾陽專區是中国山西省已经撤销的一个专区。

## 历史沿革
1949年设汾阳专区，专署驻汾阳县。辖汾阳、交城、文水、清源、晋源（驻太原市）、徐沟、孝义、中阳、石楼等9县。
1951年撤销汾阳专区，将灵石、孝义、汾阳、文水、交城、清源、徐沟等7县划归榆次专区；石楼县划归临汾专区；中阳县划归兴县专区；晋源县撤销并入太原市。